# 観音寺市立中部中学校
観音寺市立中部中学校（かんおんじしりつ ちゅうぶちゅうがっこう）は、香川県観音寺市柞田町にある公立（市立）の中学校。

## 概要

### 生徒
- 全校生徒 : 469人（17クラス）
  - 1年生 : 139人
  - 2年生 : 169人
  - 3年生 : 161人

2018年（平成30年）5月1日現在

### 教職員
- 教員 : 36人
- 職員 : 4人

2018年（平成30年）5月1日現在

## 通学区域
- 坂本町1丁目から7丁目
- 昭和町1丁目から3丁目
- 柞田町
- 流岡町
- 村黒町
- 植田町
- 出作町
- 木之郷町（488番地27から33を除く）
- 粟井町

## 通学区域が隣接している学校
- 観音寺市立観音寺中学校
- 三豊市立豊中中学校
- 三豊市観音寺市学校組合立三豊中学校
- （徳島県）三好市立池田中学校
- 観音寺市立大野原中学校